# Laila Halme
Laila Sinikka Halme, född Soppi den 4 mars 1934 i Jäskis i Karelen (i nuvarande Ryssland), död 28 november 2021 i Tammerfors, var en finländsk sångerska och skådespelerska. Hon är mor till musikern Jussi Halme.
Halme representerade Finland i Eurovision Song Contest 1963 med låten Muistojeni laulu och kom på en delad sistaplats utan poäng tillsammans med Sverige och Norge. Tillsammans med Lasse Mårtenson var hon programledare för den finska uttagningen till tävlingen 1987.
Halme har bl.a. medverkat i filmerna Penkki och Tähtisumua (båda 1961).